# 贾明观
贾明观（?—?），唐朝官员。
贾明观本来是万年县（唐长安城东半城）捕贼吏。事奉神策军将领刘希暹，肆行凶恶。几次兴起大案，家产达到巨万。刘希暹、鱼朝恩获罪而死，元载又听信了贾明观的奸谋，于是宽容他，特意奏请他到江西效力。将要出城，百姓数万怀藏砖石等候他，元载让市吏阻止他们。贾明观在洪州二年，观察使魏少游对他不错。路嗣恭代魏少游为江西观察使，至洪州当他，召来贾明观将他鞭笞而死。有识之士因此认为路嗣恭比魏少游正直。

## 延伸阅读
[在维基数据编辑]
 《舊唐書·卷184》，出自刘昫《舊唐書》